# Jean Gabin
Jean Gabin (născut Jean-Alexis Moncorgé; n. 17 mai 1904, Paris, Île-de-France, Franța – d. 15 noiembrie 1976, Neuilly-sur-Seine, Île-de-France, Franța) a fost unul dintre cei mai mari actori de film francezi. El a jucat alături de actori ca Fernandel și Louis de Funès. Printre filmele în care a jucat se numără Clanul sicilienilor, Mizerabilii și serialul Maigret.

## Filmografie

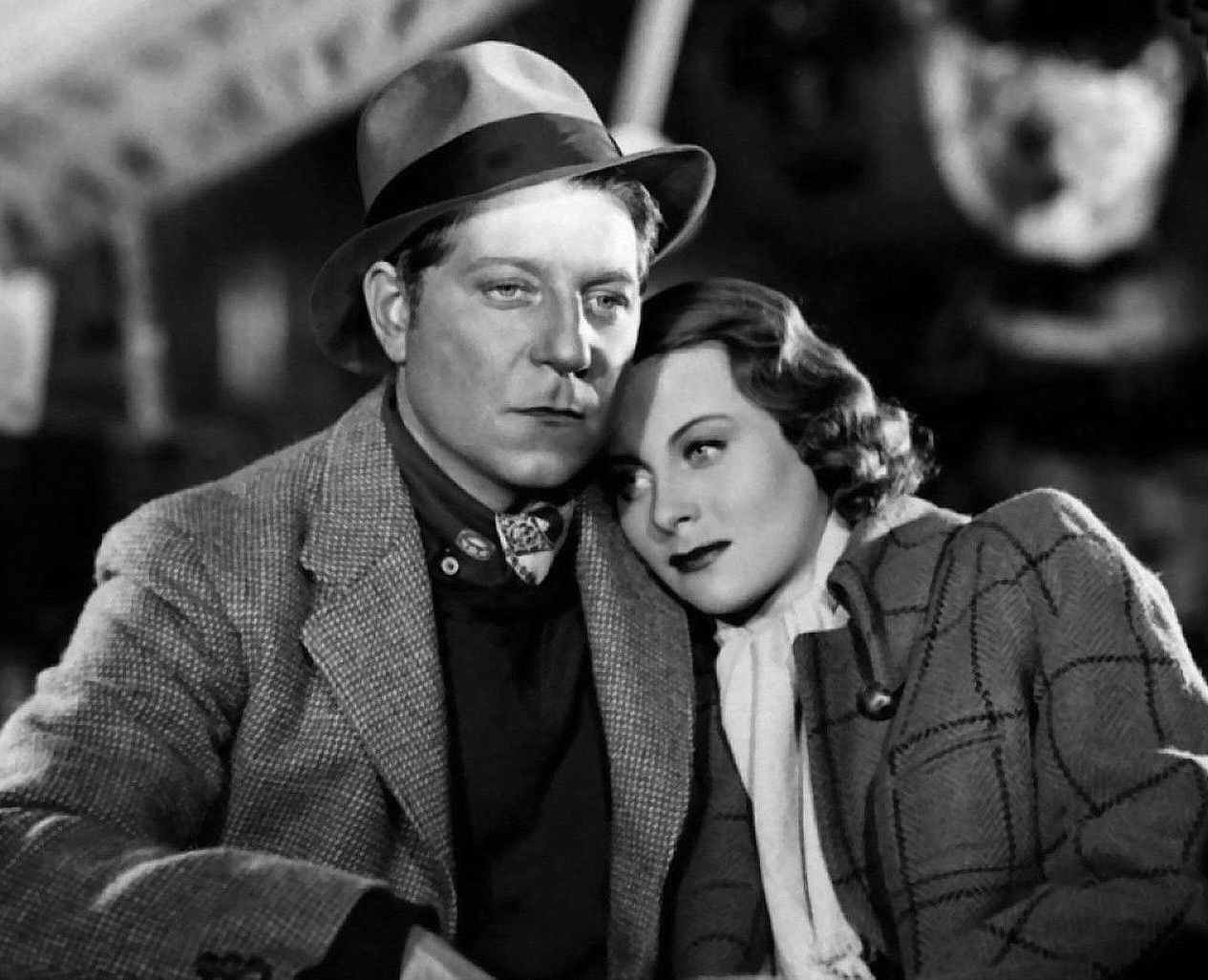
Jean Gabin și Michèle Morgan în Suflete în ceață (1938)

- 1930 L'Héritage de Lilette, regia Michel du Lac - scurtmetraj
- 1930 Les lions - scurtmetraj
- 1930 Fiecare cu norocul său (Chacun sa chance), regia Hans Steinhoff, René Pujol
- 1931 Méphisto, regia Henri Debain, Nick Winter
- 1931 Paris Béguin, regia Augusto Genina
- 1931 Pour un soir, regia Jean Godard
- 1931 Tout ça ne vaut pas l'amour, regia Jacques Tourneur
- 1931 Cœurs joyeux, regia Hanns Schwarz, Max de Vaucorbeil
- 1931 Gloria, regia Hans Behrendt, Yvan Noé
- 1932 Lo squadrone si diverte (Les Gaietés de l'escadron), regia Maurice Tourneur
- 1932 Cœur de lilas, regia Anatole Litvak
- 1932 La Belle Marinière, regia Harry Lachmann
- 1932 La Foule hurle, regia Jean Daumery
- 1933 Pour un soir, regia Jean Godard
- 1933 L'Étoile de Valencia, regia Serge de Poligny
- 1933 Adieu les beaux jours, regia Johannes Meyer, André Beucler
- 1933 Tunelul (Le Tunnel), regia Curtis Bernhardt
- 1933 Dall'alto in basso (Du haut en bas), regia Georg Wilhelm Pabst
- 1934 Zouzou, regia Marc Allégret
- 1934 Il giglio insanguinato (Maria Chapdelaine), regia Julien Duvivier
- 1935 I tre diavoli (Variétés), regia Nicolas Farkas
- 1935 Golgota (Golgotha), regia Julien Duvivier
- 1935 Nopți marocane (La bandera), regia Julien Duvivier
- 1935 Variétés, regia Nicolas Farkas
- 1936 Cinci prieteni (La Belle Équipe), regia Julien Duvivier
- 1936 Azilul de noapte (Les Bas-fonds), regia Jean Renoir
- 1937 Pépé le Moko (Pépé le Moko), regia Julien Duvivier
- 1937 Iluzia cea mare (La Grande Illusion), regia Jean Renoir
- 1937 Il messaggio (Le Messager), regia Raymond Rouleau
- 1937 Gueule d'amour, regia Jean Grémillon
- 1938 L'isola dei coralli (Le Récif de Corail), regia Maurice Gleize
- 1938 Suflete în ceață (Le Quai des brumes), regia Marcel Carné
- 1938 Bestia umană (La Bête humaine), regia Jean Renoir
- 1939 Noaptea amintirilor (Le jour se lève), regia Marcel Carné

- 1941 Tempesta (Remorques), regia Jean Grémillon (1941)
- 1942 Suflete zbuciumate/Reflux (Moontide), regia Archie Mayo
- 1944 Impostorul (L'Imposteur), regia Julien Duvivier
- 1946 Vipera (Martin Roumagnac), regia Georges Lacombe
- 1947 La maschera di sangue (Miroir), regia Raymond Lamy
- 1949 Dincolo de gratii/Zidurile din Malapaga (Au-delà des grilles/Le Mura di Malapaga), regia René Clément

- 1950 În numele Domnului (È più facile che un cammello...), regia Luigi Zampa
- 1950 Portul ispitei (La Marie du port), regia Marcel Carné
- 1951 La donna del mio destino (Victor), regia Claude Heymann
- 1951 Noaptea e regatul meu (La Nuit est mon royaume), regia Georges Lacombe
- 1952 Plăcerea (Le Plaisir), regia Max Ophüls - episodul Casa  Tellier
- 1952 La follia di Roberta Donge (La Vérité sur Bébé Donge), regia Henri Decoin
- 1952 Un minut de adevăr (La Minute de vérité), regia Jean Delannoy
- 1953 L'ultima notte (Leur dernière nuit), regia Georges Lacombe
- 1953 Bufere, regia Guido Brignone
- 1953 La vergine del Reno (La Vierge du Rhin), regia Gilles Grangier
- 1954 Nu v-atingeți de biștari (Touchez pas au grisbi), regia Jacques Becker
- 1954 Aerul Parisului (L'Air de Paris), regia Marcel Carné
- 1954 Napoleone Bonaparte (Napoléon), regia Sacha Guitry
- 1955 Le Port du désir, regia Edmond T. Gréville
- 1955 French Cancan, regia Jean Renoir
- 1955 Oameni fără importanță (Des gens sans importance), regia Henri Verneuil
- 1955 La grande razzia (Razzia sur la chnouf), regia Henri Decoin
- 1955 Cani perduti senza collare (Chiens perdus sans collier), regia Jean Delannoy
- 1955 I giganti (Gas-oil), regia Gilles Grangier
- 1956 Ora ucigașilor (Voici le temps des assassins), regia Julien Duvivier
- 1956 Sangue alla testa (Le Sang à la tête), regia Gilles Grangier
- 1956 Străbătând Parisul (La Traversée de Paris), regia Claude Autant-Lara
- 1956 Crimă și pedeapsă (Crime et Châtiment), regia Georges Lampin
- 1957 Cazul dr. Laurent, regia Jean-Paul Le Chanois
- 1957 Oprirea obligatorie (Le rouge est mis), regia Gilles Grangier
- 1958 Mizerabilii (Les Misérables), regia Jean-Paul Le Chanois
- 1958 Capcana comisarului Maigret/Maigret întinde o capcană (Maigret tend un piège), regia Jean Delannoy
- 1958 În caz de nenorocire (En cas de malheur), regia Claude Autant-Lara
- 1958 Il vizio e la notte (Le Désordre et la nuit), regia Gilles Grangier
- 1958 Marile familii (Les Grandes Familles), regia Denys de La Patellière
- 1959 Arhimede vagabondul (Archimede le clochard), regia Gilles Grangier
- 1959 Maigret e il caso Saint-Fiacre (Maigret et l'affaire Saint-Fiacre), regia Jean Delannoy
- 1959 Strada Preriilor (Rue des prairies), regia Denys de La Patellière
- 1959 Il barone (Le Baron de l'écluse), regia Jean Delannoy

- 1960 Allegri veterani (Les Vieux de la vieille), regia Gilles Grangier
- 1960 Il presidente (Le President), regia Henri Verneuil
- 1961 Il re dei falsari (Le cave se rebiffe), regia Gilles Grangier
- 1962 O maimuță în iarnă (Un singe en hiver), regia Henri Verneuil
- 1962 Il re delle corse (Le Gentleman d'Epsom), regia Gilles Grangier
- 1963 Melodie în subsol (Mélodie en sous-sol), regia Henri Verneuil
- 1963 Comisarul Maigret se înfurie (Maigret voit rouge), regia Gilles Grangier
- 1964 Domnul (Monsieur), regia Jean-Paul Le Chanois
- 1964 Vârsta ingrată (L'Âge ingrat), regia Gilles Grangier
- 1965 Tunetul lui Dumnezeu (Le Tonnerre de Dieu), regia Denys de La Patellière
- 1965 Scandal la Paris (Du rififi à Paname), regia Denys de La Patellière
- 1966 Un ombrello pieno di soldi (Le Jardinier d'Argenteuil), regia Jean-Paul Le Chanois
- 1967 Soarele vagabonzilor (Le Soleil des voyous), regia Jean Delannoy
- 1968 Sub semnul taurului(Sous le signe du taureau), regia Gilles Grangier
- 1968 Pașa (Le Pacha), regia Georges Lautner
- 1968 Tatuajul (Le tatoué), regia Denys de La Patellière
- 1969 Clanul sicilienilor (Le Clan des Siciliens), regia Henri Verneuil
- 1969 Heroina (La Horse), regia Pierre Granier-Deferre

- 1971 Pisica (Le Chat), regia Pierre Granier-Deferre
- 1971 Steagul flutură peste marmită (Le drapeau noir flotte sur la marmite), regia Michel Audiard
- 1971 Il commissario Le Guen e il caso Gassot (Le Tueur), regia Denys de La Patellière
- 1973 Afacerea Dominici (L'Affaire Dominici), regia Claude Bernard-Aubert
- 1973 Doi oameni în oraș (Deux Hommes dans la ville), regia José Giovanni
- 1974 Verdict (Verdict), regia André Cayatte
- 1976 Anul sfânt (L'Année sainte), regia Jean Girault